# 金田起义地址
金田起义地址位于中国广西自治区桂平市金田乡金田村犀牛岭。
其北端为长方形营盘。南北长65米，东西宽35.5米，高3.6米，底厚1.8米，顶厚1.8米。面积约2,527平方米，中央建拜旗石。